# Doliocarpus carnevaliorum
Doliocarpus carnevaliorum är en tvåhjärtbladig växtart som beskrevs av G. Aymard C. Doliocarpus carnevaliorum ingår i släktet Doliocarpus och familjen Dilleniaceae. Inga underarter finns listade i Catalogue of Life.